# Sicienko (przystanek kolejowy)
Sicienko – dawny wąskotorowy przystanek osobowy Bydgosko-Wyrzyskich Kolei Dojazdowych w Sicienku, w gminie Sicienko, w powiecie bydgoskim, w województwie kujawsko-pomorskim. Została otwarty w 1895 roku, natomiast zamknięty został w 1994 roku.